# Éparchie de Saskatoon des Ukrainiens
L'éparchie de Saskatoon (en ukrainien : Саскатунська єпархія) est une éparchie de l'Église grecque-catholique ukrainienne couvrant la province canadienne de la Saskatchewan. Elle est de rite byzantin.

## Histoire
L'exarchat apostolique de Saskatoon a été érigé le 10 mars 1951. Il a été élevé au rang d'éparchie le 3 novembre 1956.

## Ordinaires
- Andrew Roborecki (uk) (1951-1982)
- Basil Filevich (uk) (1983-1995)
- Cornelius John Pasichny (1995-1998)
- Michael Wiwchar (2000-2008)
- Bryan Bayda (2008-2022)
  - Lawrence Huculak, administrateur apostolique (2022-2023)
- Michael Smolinski (en) (2023- )